# Mike Keane
Michael John Keane (ur. 29 maja 1967 w Winnipeg) – kanadyjski hokeista, zdobywca Pucharu Stanleya w barwach trzech różnych drużyn NHL.

## Kariera klubowa
- Winnipeg Monarchs (1983–1984)
- Winnipeg Warriors (1984)
- Moose Jaw Warriors (1984–[1987)
- Sherbrooke Canadiens (1987–1988)
- Montreal Canadiens (1988–1995)
- Colorado Avalanche (1995–1997)
- New York Rangers (1997–1998)
- Dallas Stars (1998–2001)
- St. Louis Blues (2001–2002)
- Colorado Avalanche (2002–2003)
- Vancouver Canucks (2003–2004)
- Manitoba Moose (2005–2010)

Wychowanek kanadyjskiego Winnipeg Monarchs. W sezonie 1983/84 zagrał jeden mecz w lidze WHL. Następnie przeniósł się do Moose Jaw i grał tam w miejscowym Moose Jaw Warriors już regularnie przez kolejne trzy sezony. Na zapleczu ligi najwyższej ligi hokejowej zagrał w sezonie 1986/87 w playoffach w zespole Sherbrooke Canadiens. Następnie rozegrał już pełny sezon w lidze AHL i od sezonu 1988/89 do lockautu po sezonie 2003/04. W tym czasie zaliczył 1161 występów, strzelił 168 bramek i zanotował 302 asysty. Trzy razy zdobył także Puchar Stanleya – w sezonie 1992/93 z Montreal Canadiens, trzy lata później w sezonie 1995/96 z Colorado Avalanche i ponownie trzy lata później w sezonie 1998/99 z Dallas Stars. Na koniec swojej kariery wrócił do AHL, gdzie w klubie Manitoba Moose spędził pięć sezonów. Był kapitanem drużyny Łosi. Ponadto numer na koszulce, z którym występował (12), został zastrzeżony.

## Kariera reprezentacyjna
Mike uczestniczył tylko w jednym turnieju w reprezentacji Kanady. Były to słynne (ze względu na incydent w finale) Mistrzostwa Świata Juniorów w Hokeju na Lodzie 1987 w Czechosłowacji. Mecz finałowy grano w Pieszczanach i zakończył się on bijatyką zespołów Kanady i Związku Radzieckiego, w konsekwencji obie drużyny zdyskwalifikowano z turnieju i relegowano do grupy niżej. Mike nie zagrał więcej już w barwach narodowych.

## Sukcesy
Klubowe
- Puchar Stanleya: 1993 z Montreal Canadiens, 1996 z Colorado Avalanche, 1999 z Dallas Stars.

Indywidualne
- Sezon AHL (2006/2007):
  - Fred T. Hunt Memorial Award – nagroda przyznawana zawodnikowi, który wykazywał się największą wytrwałością, uczciwą grą i poświęceniem.